# Rivelazione ed utilizzazione di segreti di ufficio
La rivelazione ed utilizzazione di segreti d'ufficio è un reato previsto dall'art. 326 del codice penale italiano.

## La norma
Secondo l'art. 326 c.p.:
2. Se l'agevolazione è soltanto colposa, si applica la reclusione fino a un anno.
3. Il pubblico ufficiale o la persona incaricata di un pubblico servizio, che, per procurare a sé o ad altri un indebito profitto patrimoniale, si avvale illegittimamente di notizie di ufficio, le quali debbano rimanere segrete, è punito con la reclusione da due a cinque anni. Se il fatto è commesso al fine di procurare a sé o ad altri un ingiusto profitto non patrimoniale o di cagionare ad altri un danno ingiusto, si applica la pena della reclusione fino a due anni»

## Analisi e caratteristiche
Si ha il reato di rivelazione di segreti d'ufficio quando un pubblico ufficiale o l'incaricato di un pubblico servizio, nell'esercizio delle sue funzioni, utilizza illegittimamente notizie che per loro natura devono rimanere segrete. Il bene giuridico tutelato è il buon andamento della Pubblica amministrazione.
Si ha agevolazione quando un pubblico ufficiale o l'incaricato di un pubblico servizio rende possibile, anche con comportamenti omissivi, a chi non ne abbia diritto la conoscenza di notizie che per loro natura devono rimanere segrete. Anche in questo caso, il bene giuridico tutelato è il buon andamento della Pubblica amministrazione.